# Trote montado

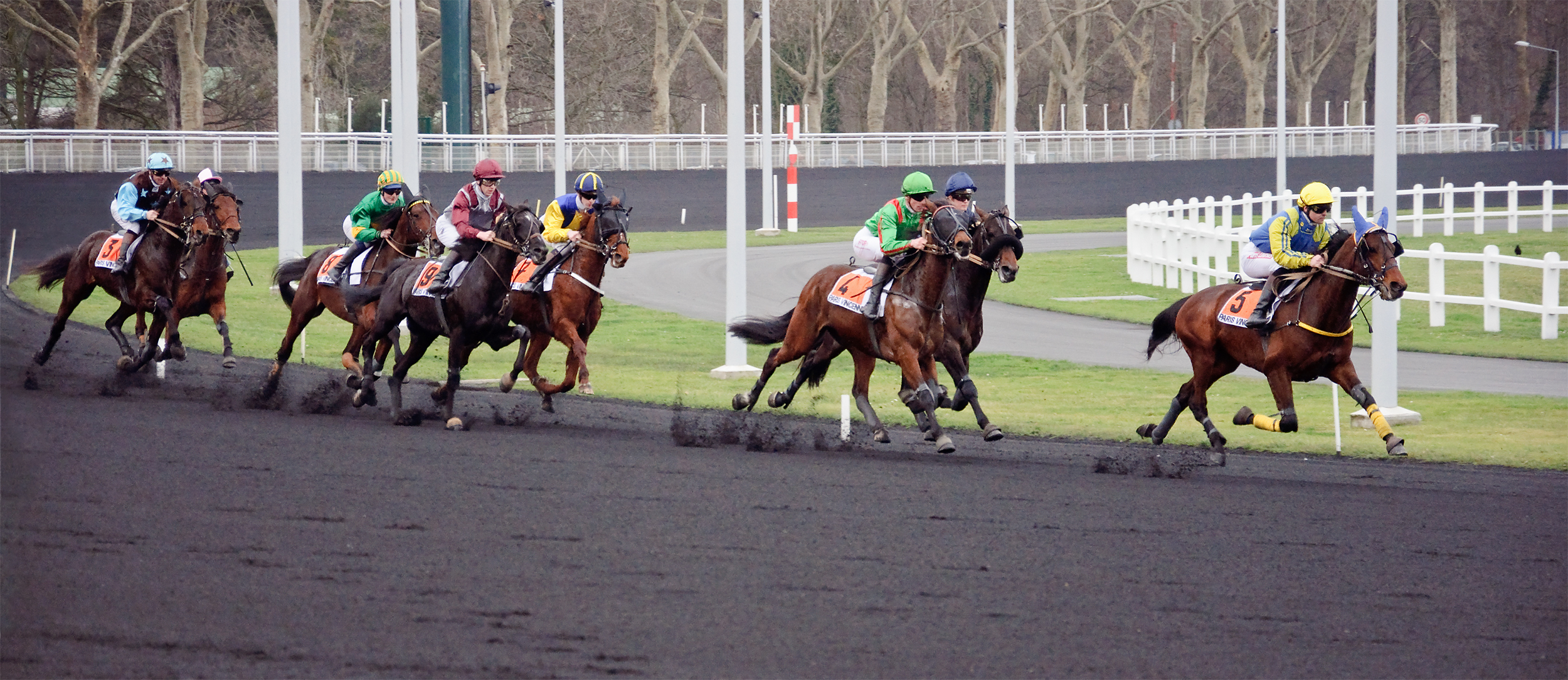
Carrera de trote montado en el hippodrome de Vincennes.

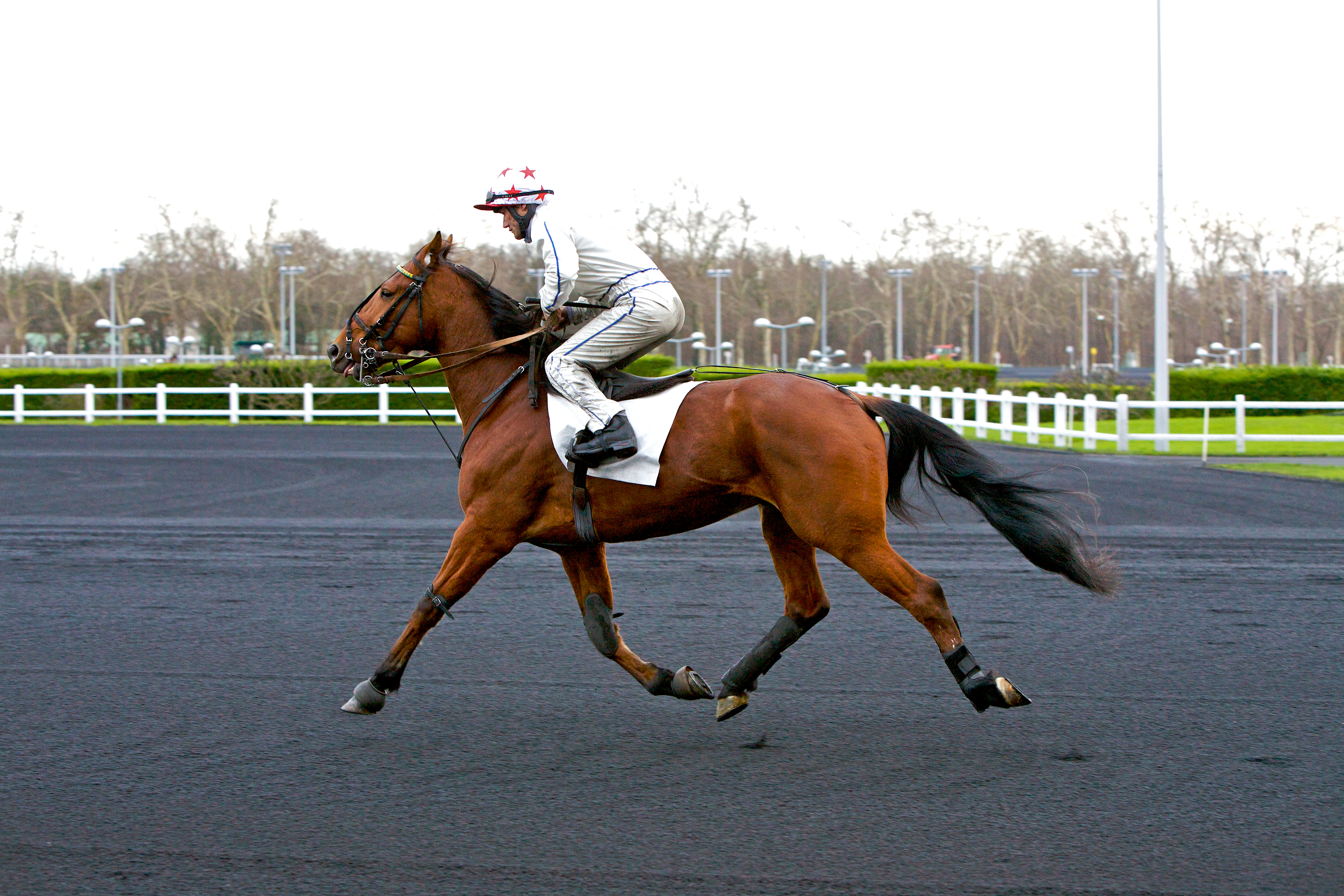
Primer plano de un jinete en el hippodrome de Vincennes. Obsérvese la postura del jinete perfectamente válida para una prueba de trote montado.

El trote montado es una prueba de equitación originaria de Francia y que se practica mayoritariamente en su país de origen. Últimamente se ha extendido a muchos países en los que tiene presencia el trote enganchado. 

## Características
Baleares es la región en la que más se practica de España, donde aproximadamente entre un 1% y un 2% de las carreras de trote son bajo esta modalidad. 
El Campeonato de Baleares de Trote Montado es la carrera reina de la región, donde los mejores jockeys de esta modalidad luchan por el preciado título.
En esta competición, el jockey está todo el tiempo sobre un caballo ensillado, sujeto sobre los estribos.
La prueba consiste en alcanzar primero la línea de llegada, manteniéndose al trote todo el tiempo, ya que un galope sería descalificatorio.
La prueba-reina de este tipo de competición en Europa es el llamado Prix de Cornulier.

## Otras actividades hípicas
- Equitación